# 貞順皇后 (遼朝)
貞順皇后蕭骨浴（？—？），遼道宗太子、追封順宗耶律濬妻（不知是被乙辛害死的正妻或側妻）。
蕭骨浴是追赠梁国王、柳城郡王萧知微和梁国太妃耶律涅睦衮的大女儿，生一子即后来的遼天祚帝耶律延禧及女儿耶律延寿。乾統元年（1101年），天祚帝追上諡號為貞順皇后。大康元年（1075年）十一月，宰相耶律乙辛等人向辽道宗诬陷皇后萧观音和伶官赵惟一私通，萧观音被道宗赐死。乙辛怕太子为母报仇，于是又诬陷皇太子谋反，使道宗废太子为庶人，囚于上京。大康三年（1077年），耶律濬被乙辛的手下所杀，死时才二十岁。不久，道宗起疑，欲招太子妃询问。于是乙辛暗中将太子妃蕭氏害死以灭口。史称十香词冤案。